# Леонидас Стерју
Леонидас Стерју (Ватвил, 3. март 2002) је швајцарски фудбалер који тренутно наступа за Штутгарт. Игра на позицији одбрамбеног играча.
Стерју је са очеве стране грчког, а са мајчине стране српског порекла. Његова мајка је пореклом из Босне и Херцеговине.

## Успеси
Санкт Гален
- Куп Швајцарске: (финале: 2020/21,[6] 2021/22)[7]

Појединачни
- Најбољи млади фудбалер Суперлиге Швајцарске: 2020.[8]